# The Primitives (anglická hudební skupina)
The Primitives je anglická hudební skupina, která vznikla v roce 1984 ve městě Coventry. Původní sestavu tvořili Paul Court (zpěv, kytara), Steve Dullaghan (baskytara), Peter Tweedie (bicí) a Keiron McDermott (zpěv). Později došlo k personálním změnám a jediným stálým členem zůstal Court. Později kapela podepsala smlouvu s vydavatelstvím RCA Records a v březnu 1988 vydala své první album Lovely. To se umístilo na šesté příčce Britské albové hitparády. Následovala dvě další alba a následně, kvůli špatnému přijetí druhého z nich, rozpad kapely. V roce 1990 skupina odehrála turné po USA za doprovodu kapely The Sugarcubes. V roce 2009 byla kapela obnovena a o tři roky později vydala své čtvrté album, první po jednadvaceti letech.

## Členové

### Současní
- Paul Court – zpěv, kytara (1984–1992, od 2009)
- Tracy Tracy (Cattell) – zpěv, tamburína (1986–1992, od 2009)
- Tig Williams – bicí (1987–1992, od 2009)
- Raph Moore – baskytara (od 2009)

### Dřívější
- Steve Dullaghan – baskytara, kytara (1984–1989)
- Peter Tweedie – bicí (1984–1987)
- Keiron McDermott – zpěv (1984–1986)
- Clive Layton – klávesy (1988–1992)
- Andy Hobson – baskytara (1989)
- Paul Sampson – baskytara (1989–1991)
- Neil Champion – baskytara (1991)

## Diskografie
- Lovely (1988)
- Pure (1989)
- Galore (1991)
- Echoes and Rhymes (2012)
- Spin-O-Rama (2014)